# Stella Ross-Craig
Stella Ross-Craig, née le 19 mars 1906 à Aldershot (Hampshire) et morte le 6 février 2006 à Isleworth, dans le borough londonien d'Hounslow, est une botaniste et illustratrice botanique britannique. Elle est illustratrice au Curtis's Botanical Magazine de 1929 à 1980.

## Biographie
Stella Ross-Craig naît à Aldershot, ses parents sont écossais, son père est pharmacien. Elle quitte l'école à 14 ans, à la mort de sa mère, pour s'occuper de la maison. Dès sa jeunesse, elle est intéressée par la botanique et le dessin et elle reprend ses études à 18 ans, d'abord à la Thanet Art School, à Margate, dans le Kent, tout en suivant des cours du soir de botanique, puis au Chelsea College of Science and Technology, en auditrice libre,,,.
En 1929, elle commence à travailler comme illustratrice botanique au Curtis's Botanical Magazine, sous la direction d'Otto Stapf tout en étant employée par la Royal Horticultural Society. Son premier dessin paraît en 1932 dans le Curtis's Botanical Magazine, lithographié par Lilian Snelling qui est alors la principale illustratrice du magazine. À partir de 1935, elle exécute la plupart des illustrations botaniques du magazine. Elle épouse en 1936 le botaniste Joseph Robert Sealy dont elle a fait la connaissance à Chelsea et qui travaille à Kew depuis 1925. Elle est également sollicitée par Kew pour la réalisation des dessins du Icones Plantarum (en) de William Jackson Hooker. Ce projet qui à l'origine concernait l'herbier personnel de Hooker est progressivement étendu aux espèces végétales de Kew. Elle réalise 397 dessins entre 1932 et 1956, dont 25 rassemblés pour un monographie publié en 1955 sous l'intitulé A Revision of the Genus Sphaeranthus. Elle fait également une cinquantaine de dessins pour une monographie de William Bertram Turrill. Ses dessins sont réalisés en noir et blanc, à l'encre de Chine,. 
Stella Ross-Craig succède à Lilian Snelling en 1952, lorsque celle-ci prend sa retraite. Elle est rejointe par Ann Webster, puis par Margaret Stones. Elle réalise, entre 1929 et 1980, environ 330 illustrations de variétés conservées à Kew pour le Curtis's Magazine. 
Le Curtis's Magazine dédie le volume 182 de la revue à Stella Ross-Craig et à son époux Joseph Robert Sealy. Après la mort de celui-ci, elle réside dans une maison de retraite à Kew et meurt à l'hôpital d'Isleworth, quelques semaines avant de devenir centenaire. Elle lègue ses biens à Kew, au Bentham-Moxon Trust et au Kew Guild, en spécifiant qu'elle souhaite voir son héritage utilisé pour des expéditions et des recherches. Ses illustrations sont pour la plupart conservées à la bibliothèque du jardin botanique de Kew.

### Drawings of British Plants
Stella Ross-Craig publie à partir de 1948 Drawings of British Plants, qui doit représenter l'ensemble des espèces endémiques britanniques, à l'exception des graminées et des Cyperaceae, déjà illustrées par ailleurs. La collection est publiée sous format de poche, dont les volumes sont vendus 6 shillings. Trente et un volumes sont publiés dans la collection qui est éditée jusqu'en 1973 et contient plus de 1 300 planches lithographiques, qui couvrent les principales plantes à fleurs britanniques. Elle réalise d'autres dessins pour des publications de plusieurs botanistes ou pour illustrer des collections de plantes. 

### Distinctions et honneurs
- 1948 : membre de la Linnean Society of London[7]
- 1999 : médaille internationale de Kew Gardens[1]
- 2002 : médaille commémorative Veitch[10]
- 2002-2003 : expositions de 55 dessins originaux au Royal Botanic Garden Edinburgh en 2002[11], puis à Kew Gardens en 2003[6].